# Samsun (stad)
Samsun is een stad in het noorden van Turkije, gelegen aan de Zwarte Zee en de hoofdstad van de gelijknamige provincie Samsun. Samsun heeft 565.000 inwoners en is daarmee de grootste Turkse stad aan de Zwarte Zee, alsmede een van de grootste Turkse steden. De stad is een belangrijk industrieel en economisch centrum voor de centrale regio van de Turkse noordkust. Samsun is tevens de belangrijkste haven van Turkije aan de Zwarte Zee en heeft als enige Turkse stad langs deze kust een spoorverbinding met het Anatolische binnenland.

## Naam
Het is onbekend onder welke naam de stad is gesticht. Volgens Hekataios van Milete heette de stad eerst Eneti, een stad die ook genoemd werd in Homerus' Ilias. Daarna heette de stad geruime tijd Amisos. Dit verbasterde weer tot Sampsunda/Σαμψούντα. De huidige naam werd in Ottomaanse tijden gegeven.

## Geschiedenis
De oudste opgravingen die een nederzetting doen vermoeden stammen uit de kopertijd. Ook nederzettingen van de Hettieten zijn in de omgeving van Samsun aangetroffen. Vanaf de 8e eeuw voor Christus arriveerden Griekse kolonisten uit Milete in het gebied en stichtten onder andere Samsun, toen onder de naam Amisos. De vruchtbare gronden en verbinding met de zijderoute trokken mensen naar de stad. In de derde eeuw voor Christus werd de stad opgenomen in het koninkrijk Pontus. In 47 voor Christus werd de stad veroverd door de Romeinen en zo'n twee eeuwen later ging hij over in het Byzantijnse Rijk.
In 1200 werd de stad ingenomen door de Seldjoekse Turken en enkele decennia later door het Il-kanaat. In het centrale deel van de Turkse Zwarte Zeekust, waar Samsun deel van uitmaakt, vestigden zich vanaf deze tijd grote groepen Turkse volkeren. Tijdens de 14e eeuw vestigden zich handelaren van de republiek Genua in de stad. Voordat zij aan het begin van de 15e eeuw door de Ottomanen werden verdreven staken zij de stad in brand.
Onder Ataturk won de stad aan belang. Hij begon ook vanaf hier op 19 mei 1919 met de Turkse Onafhankelijkheidsoorlog, nadat hij per boot vanuit Istanboel was gereisd.

## Bezienswaardigheden
Samsun is niet toeristisch. Als grote Turkse stad heeft het echter wel enkele bezienswaardigheden, zoals de 13e-eeuwse Pazar-moskee, gebouwd door de heersers van het Il-kanaat en enkele andere moskeeën en kerken, zoals de Katholieke Dolorosakerk. Ook is er in de stad een klein Archeologisch museum en een Atatürk-museum. De stad wordt met name aangedaan door toeristen als tussenstop langs de Zwarte Zee, of richting het groene binnenland van de provincie onderweg naar het pittoreske Amasya. Een andere bezienswaardigheid in de stad is de Russische markt, die is ontstaan nadat grote aantallen Russen en Oekraïners naar de Turkse steden aan de Zwarte Zee kwamen na de val van de Sovjet-Unie.

## Economie
Samsun is een van de grootste Turkse centra van de tabaksindustrie en heeft mede daarom ook de grootste Turkse haven van de Zwarte Zee. De tabaksteelt wordt echter ingeperkt door de regering. Andere kleine industrie heeft aan belang toegenomen voor de lokale economie. Samsun is een van de Anatolische tijgers, economische groeisteden. Producten uit de stad zijn onder andere medische producten en apparatuur, meubels, chemische industrie en automobielindustrie. Op het zeer vruchtbare land in de provincie wordt naast tabak ook groenten, fruit en noten geteeld. Een scheepswerf is momenteel in aanbouw aan de oostkant van de stad.

## Verkeer en vervoer
Samsun is de best ontsloten Turkse stad aan de Zwarte Zee. De stad heeft een ringweg (dat geen snelweg is, maar een expresweg en het loopt deels door de stad).
Ook heeft de stad 3 vrachthavens en 1 jachthaven, een treinstation en 1 vliegveld (Samsun Çarsamba internationaal vliegveld). Het oostelijke deel van de stad wordt door een tramlijn verbonden met het westelijke deel.
Expreswegen bij Samsun zijn de D010 van Sinop naar de Georgische grens en de D795 die naar Çorum gaat. De D795 gaat bij de stad Merzifon verder in de D100 die naar Istanbul gaat. Ook wordt er gepland om een snelweg aan te leggen van Samsun naar Ankara, waarin je bij Merzifon ook de afslag kan nemen om via de snelweg naar Istanboel en vele andere steden kan gaan, maar ze blijven gepland en worden momenteel (september 2013) niet uitgevoerd.
Vanuit het Samsun Carsamba internationaal vliegveld is er een directe vlucht naar een aantal binnenlandse bestemmingen, zoals Istanboel, Ankara en Antalya. Maar ook is een directe vlucht mogelijk naar een aantal Duitse steden, zoals Düsseldorf. Ook is er een directe vlucht naar Wenen.
Met de tram, onder leiding van het bedrijf Samulaş A.Ș, kan worden gereisd tussen de 19 Mei Universiteit, dat buiten de stad ligt, en het centraal station van Samsun. De route bevat 21 stations. Deze tramlijn zal worden verlengd tot de Samsun Çarşamba luchthaven. De tram vervoert per dag gemiddeld 90.000 mensen.

## Klimaat
Samsun heeft een gematigd zeeklimaat, met koele winters en warme zomers met veel vocht, met een hoge neerslagkans verspreid over het hele jaar. Rond de Zwarte Zee (waar Samsun aan ligt) liggen de groenste gebieden van heel Turkije.

## Sport
Samsunspor is de betaaldvoetbalclub van de stad en speelt haar wedstrijden in het Samsun 19 mei-stadion.

## Geboren
- Orhan Gencebay (4 augustus 1944), zanger
- Emre Çolak (1963), voetballer
- Mehmet Özdilek (1966), voetballer
- Fuat Usta (1972), voetballer
- Yunus Özyavuz (1978), rapper
- Sabri Sarıoğlu (26 juli 1984), voetballer
- Doğan Erdoğan (1996), voetballer

## Partnersteden
- North Little Rock, Arkansas, Verenigde Staten (2006)
- İskele, Cyprus (2006)
- Novorossiejsk, Rusland (2007)
- Dar es Salaam, Tanzania (2007)
- Kalmar, Zweden (2008)
- Bordeaux, Frankrijk (2010)
- Kiel, Duitsland (2010)
- Sumqayit, Azerbeidzjan (2012)
- Donetsk, Oekraïne (2013)

## Consulaten
In de stad Samsun is er een aantal consulaten. De stad heeft een Oostenrijks, Georgisch en Mongools consulaat.